# Milford (Illinois)
Milford – wieś w Stanach Zjednoczonych, w stanie Illinois, w hrabstwie Iroquois.